# 六本木レイン
「六本木レイン」（ろっぽんぎレイン）は1985年5月21日にキャニオン・レコードから発売された研ナオコの36枚目のシングル。

## 概要
前作『名画座』から8か月ぶりのシングル。キャッチコピーは「振られる前に聴きましょう。」。
作詞に売野雅勇、作曲に吉田拓郎が初めて起用された。

## 収録曲
1. 六本木レイン
  - 作詞：売野雅勇／作曲：吉田拓郎／編曲：船山基紀
2. Give me blues
  - 作詞：吉田聖子／作曲：福島邦子／編曲：国吉良一

## 収録アルバム
| 楽曲          | アルバム                                        | 発売日         | 備考                                         |
| ------------- | ----------------------------------------------- | -------------- | -------------------------------------------- |
| 六本木レイン  | 『研ナオコ THE SPECIAL SERIES』                 | 1985年6月21日  | 8thベストアルバム                            |
| 六本木レイン  | 『Deep』                                        | 1985年11月1日  | 14thオリジナルアルバム                       |
| 六本木レイン  | 『研ナオコ THE BEST』                           | 1985年12月15日 | 9thベストアルバム                            |
| 六本木レイン  | 『SUPER BEST』                                  | 1986年10月21日 | 10thベストアルバム                           |
| 六本木レイン  | 『NON STOP 研ナオコ』                           | 1986年12月15日 | 11thベストアルバム                           |
| 六本木レイン  | 『研ナオコ best』                               | 1986年12月15日 | 12thベストアルバム                           |
| 六本木レイン  | 『恋がたり』                                    | 1987年11月27日 | 前川清の楽曲とカップリングしたベストアルバム |
| 六本木レイン  | 『研ナオコ BEST HITS〜Memories〜』              | 1988年12月14日 | 14thベストアルバム                           |
| 六本木レイン  | 『研ナオコ ベストコレクション』                 | 1990年11月21日 | 15thベストアルバム                           |
| 六本木レイン  | 『研ナオコ スペシャルベスト』                   | 1992年9月18日  | 16thベストアルバム                           |
| 六本木レイン  | 『Anthology 研ナオコ BEST』                     | 2003年4月16日  | 19thベストアルバム                           |
| 六本木レイン  | 『研ナオコ 名曲全集 Singles Perfect Selection』 | 2003年4月16日  | 20thベストアルバム                           |
| 六本木レイン  | 『研ナオコ ベスト・コレクション32』             | 2008年2月20日  | 22ndベストアルバム                           |
| 六本木レイン  | 『研ナオコ 〜魅力のすべて〜』                   | 2011年12月21日 | CD-BOX                                       |
| 六本木レイン  | 『シングルA面コンプリート』                     | 2013年9月18日  | 23rdベストアルバム                           |
| Give me blues | 『シングルB面コンプリート』                     | 2014年5月21日  | 25thベストアルバム                           |